# Panoútsos Notarás
Panoútsos Notarás(grec moderne : Πανούτσος Νοταράς) (31 mars 1740 ou 1752 - 18 janvier 1849) est un homme politique grec. 
Il appartenait à une puissante famille de Corinthie qui faisait remonter ses origines à la période byzantine.
Il adhéra à la Philiki Etairia en 1818. Ses deux frères, Andriskos et Sotiris, furent pris comme otages en 1821 au début de la guerre d'indépendance ; le premier fut décapité en avril 1821 à Corinthe, le second emprisonné à Tripolizza.
Il participa à l'Assemblée nationale d'Épidaure en 1821-1822. Il fut nommé ministre des finances à l'issue de cette assemblée. Il fut élu à l'Assemblée nationale d'Astros l'année suivante. Il fut ensuite président du Corps législatif à partir de 1824. Il présida en 1826 la seconde Assemblée d'Épidaure.
Il fut le premier président du Parlement hellénique après la mise en place de la constitution à la suite du coup d'État du 3 septembre 1843. Il entra au Sénat du royaume de Grèce en juin 1844.

## Sources
- (el) Parlement grec, Μητρώο Πληρεξουσίων, Γερουσαστών και Βουλευτών. 1822-1935, Athènes, Parlement grec,‎ 1986, 159 p. (lire en ligne) [PDF]